# K.k. Fabriksprodukten-Kabinett
Das k.k. Fabriksprodukten-Kabinett war eine Sammlung industriell gefertigter Produkte im Kaisertum Österreich. Sie bildete den Grundstock für das spätere Technische Museum Wien.
Das Fabriksprodukten-Kabinett wurde von Kaiser Franz I. am 11. September 1807 in Wien mit dem Ziel gegründet, als Sammlung von Musterstücken und vorzüglichen Fabrikaten im Zeichen der frühen Industrialisierung des Landes aus dem ganzen Kaiserreich den Fortschritt der Industrie zu dokumentieren. Erster Direktor war Alois von Beckh-Widmanstätten bis 1815. Dieser suchte in ganz Österreich von der einfachen Schaufel bis zum Modell einer Flintenlauffabrik nach Exponaten. Die Fabrikate teilte er nach den Rohstoffen aus der Pflanzen-, Tier und Mineralienwelt ein. Zu diesem Zweck arbeitete er auch mit Karl von Schreibers zusammen, der die K.k. Hof-Naturalienkabinette leitete.
Die Sammlung war ursprünglich in einem Privathaus untergebracht und im Jahre 1815 an das ebenfalls unter Franz I. gegründete Physikalisch-astronomische Kabinett angeschlossen, den Vorläufer der Technischen Universität, das Polytechnische Institut. Nach der zum Teil heute noch gültigen Verfassung von Johann Joseph von Prechtl aus dem Jahr 1817 wurde festgelegt, dass sich das Polytechnische Institut auch als Konservatorium für Künste und Gewerbe und als Verein zur Beförderung der Nationalindustrie zu verstehen hat. Dabei hatte das Fabriksprodukten-Kabinett in der Verfassung einen klar umrissenen Aufgabenbereich.
Verfügte die Sammlung im Jahr 1816 an die 6.000, so waren es im Jahr 1829 bereits über 30.000 Objekte.
Die eigenständige Sammlung wurde Anfang der 1840er Jahre mit der Sammlung aus dem k.k. Technischen Kabinett Kaiser Ferdinands zum Technologischen Kabinett zusammengelegt.
Das Technische Museum widmete dem k.k. Fabriksprodukten-Kabinett im Jahr 2004 eine Sonderausstellung mit dem Thema "massenware - LUXUSGUT", in der Objekte aus der ersten Sammlung gezeigt wurden.